# Галичье
Га́личье — село в составе Галичинского сельского поселения Верховского района Орловской области России.

## География
Находится в 3 км от районного центра Верховья.

## Название
Во времена правления Ивана Грозного из города Галича были призваны служилые люди на службу в Новосиль. После упразднения казачества и указа Петра I от 1715 года они были выселены из Новосильской крепости и образовали селение, назвав его по исторической родине. Наличие служилых людей из Галича на Новосильской земле подтверждается информацией в Записных книгах Московского стола.

## История
Поселение образовалось скорее всего в первой половине XVIII века. В 1777 году проводилось межевание сёл: «Пшева, Воротынцево, Острая, Косарева, Галичи сёлы с деревнями Казённого ведомства, тех сёл и деревень прежних служб казаков». В 1852 году на средства прихожан был построен каменный храм во имя Казанской иконы Божьей Матери. Предыдущий деревянный, освяшённый в 1773 году был упразднён. В 1915 году приход состоял из самого села, сельцо Ивановки и деревень: Верховье, Дедов Колодезь, Синковец, Труды. В селе имелись земская и церковно-приходская школы.

## Население
| 1857 | 1859 | 1915  | 2002 | 2010 |
| ---- | ---- | ----- | ---- | ---- |
| 540  | ↗582 | ↗1354 | ↘134 | ↗138 |